# Celjei alsóvár
A celjei alsóvár (szlovén nyelven spodnji celjski grad; más néven hercegi palota, knežji dvorec; mestni grad, „városi vár”) a szlovéniai Celje városának meghatározó jelentőségű középkori műemlék épületegyüttese, a celjei grófok egykori lakhelye, a 21. században a Celjei Regionális Múzeum egyik bemutatóhelye.
Az épületegyüttes legrégebbi részének, a lakótoronynak az első említése a 1323-ból való, amikor akkori tulajdonosa elzálogosította. A lakótornyot a celjei grófok később átépítették, palotaszárnyakkal bővítették, és fallal vették körül. Helyenként ma is láthatóak a megmaradt gótikus ablakok. Ide helyezték lakóhelyüket a város melletti hegyen lévő felső várból. 1457-ben, a család férfiági kihalása után a celjei örökségért vívott harcok során Jan Vitovec huszita hadvezér, aki korábban a celjei grófok zsoldjában állt, kifosztotta.
A 16. század második felére nyilvánvalóvá vált az alapos restaurálási munkák szükségessége. A fennmaradt dokumentumok szerint 1566. április 12-én Paumgartner városbíró és Francisco de Lugano ljubljanai építőmester megvizsgálta a vár állapotát és ennek nyomán radikális felújításról döntöttek.
A celjei grófok egykori rezidenciáját Mária Terézia magyar királynő uralkodása alatt laktanyává alakították át. 1798-ban súlyos tűzvész pusztította.
1984-ben végezték el az első kutatásokat az épületen, ahol kimutatták, hogy az épületben a fiatalabb beavatkozások sokkal alaposabbak voltak, mint ahogy azt eredetileg feltételezték. Az 1990/91-es további kutatások során megállapították, hogy a jelenlegi épület egy része régi római falak alapjain nyugszik. A központi traktus keleti, külső oldalán, valamint az északnyugati toronyban szinte minden egykori gótikus elem megmaradt.
A kastély alagsorában megtekinthetők az i. sz. 3. századi római út, a római házak, falak maradványait, sőt egyes házfreskók is megőrződtek.
A legutóbbi nagyobb felújítási munkálatok 2012-ben fejeződtek be. Nyaranta különféle kulturális, idegenforgalmi rendezvényeket tartanak a kastélyban.

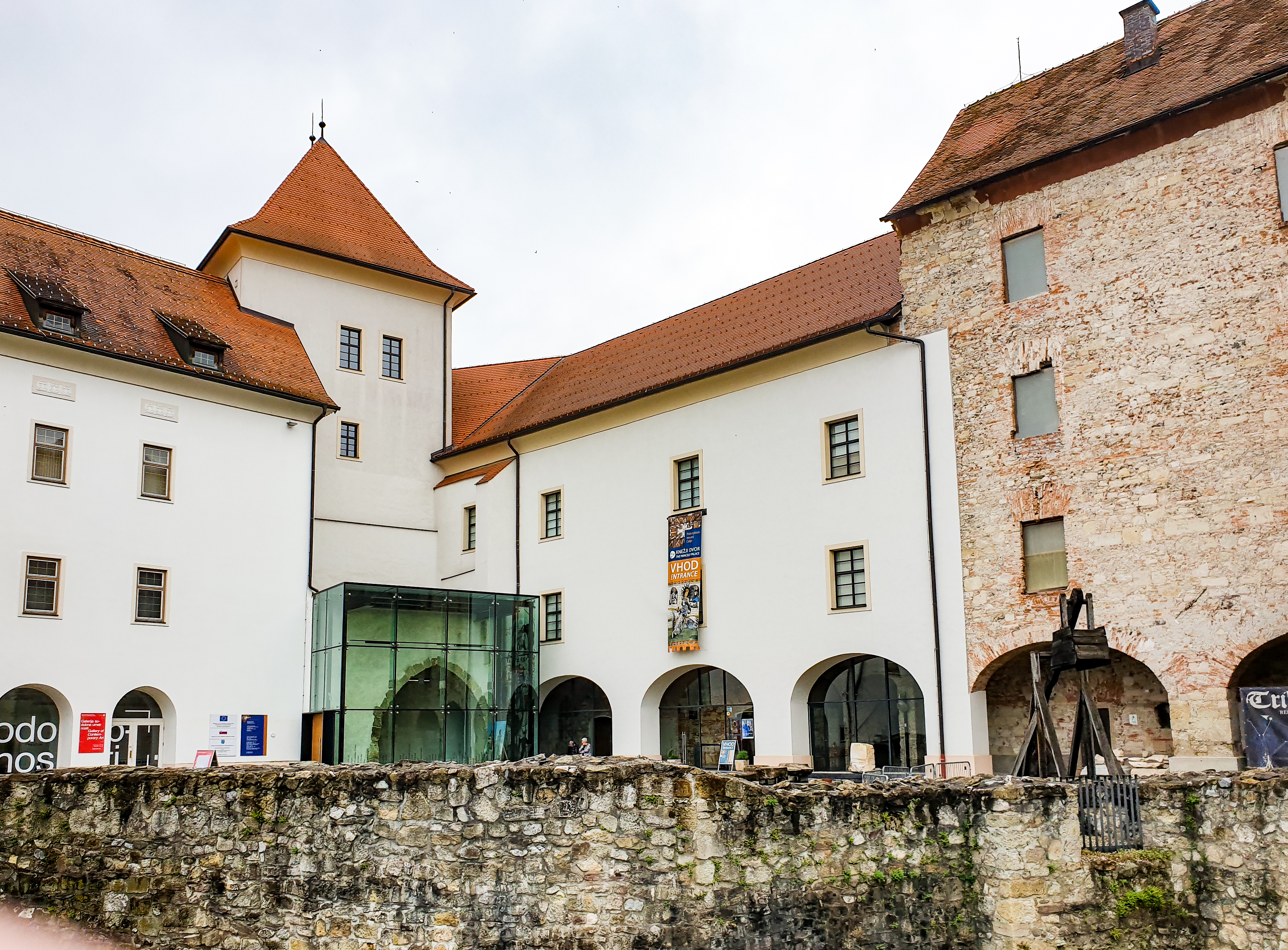
A központi rész a lakótoronnyal és a múzeum bejáratával
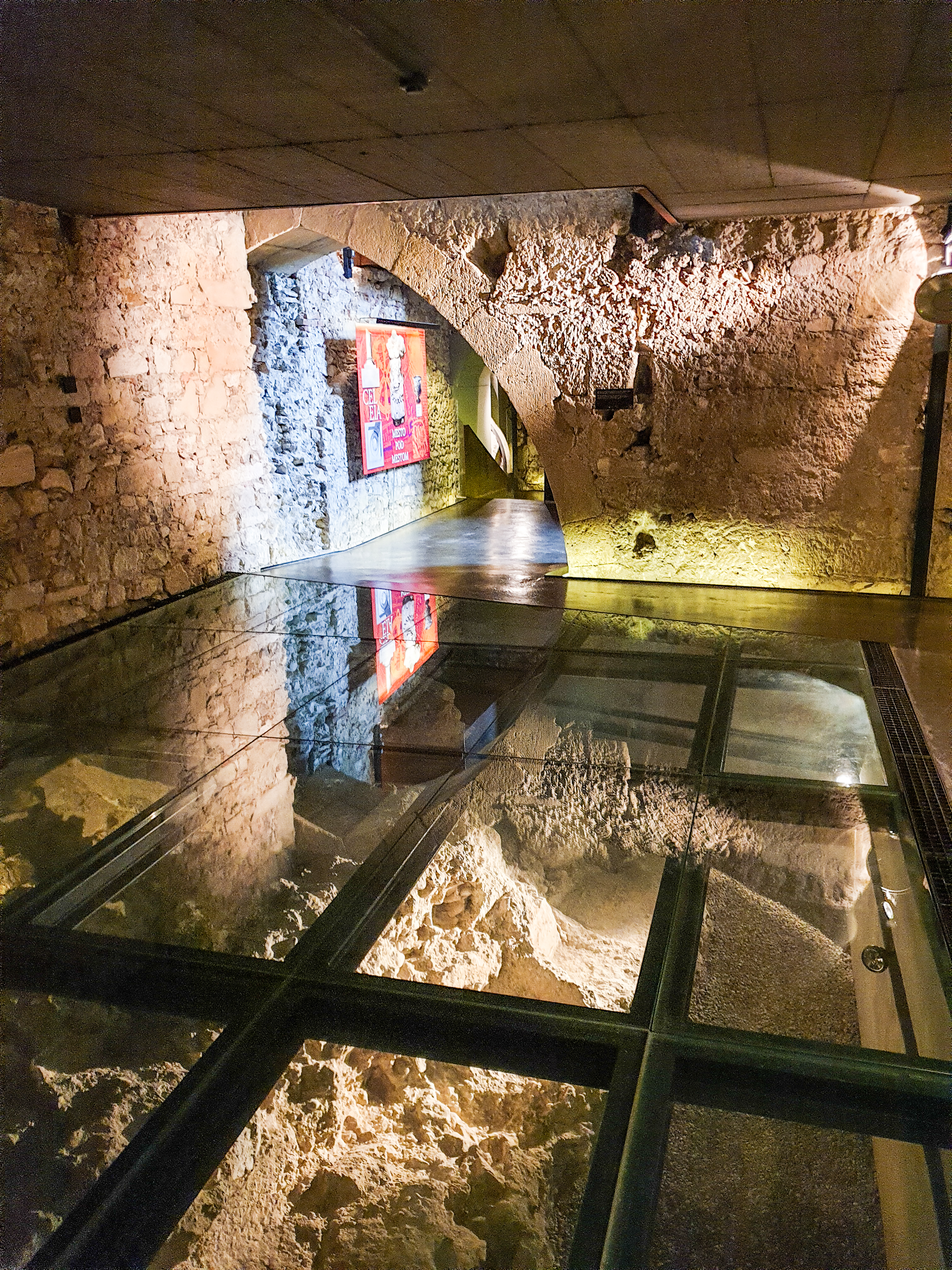
Római építmények az alagsorban
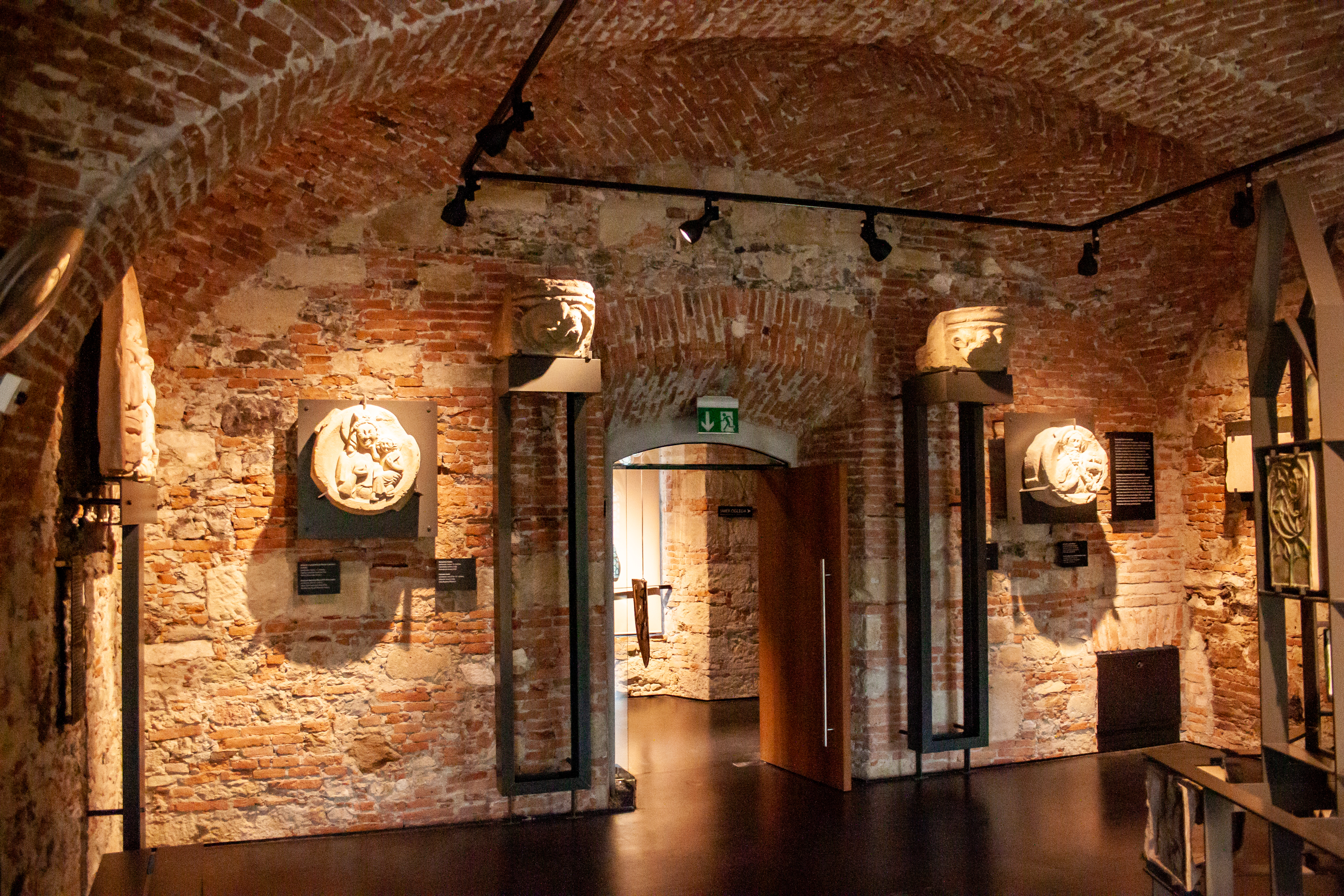
A vártörténeti kiállítás részlete
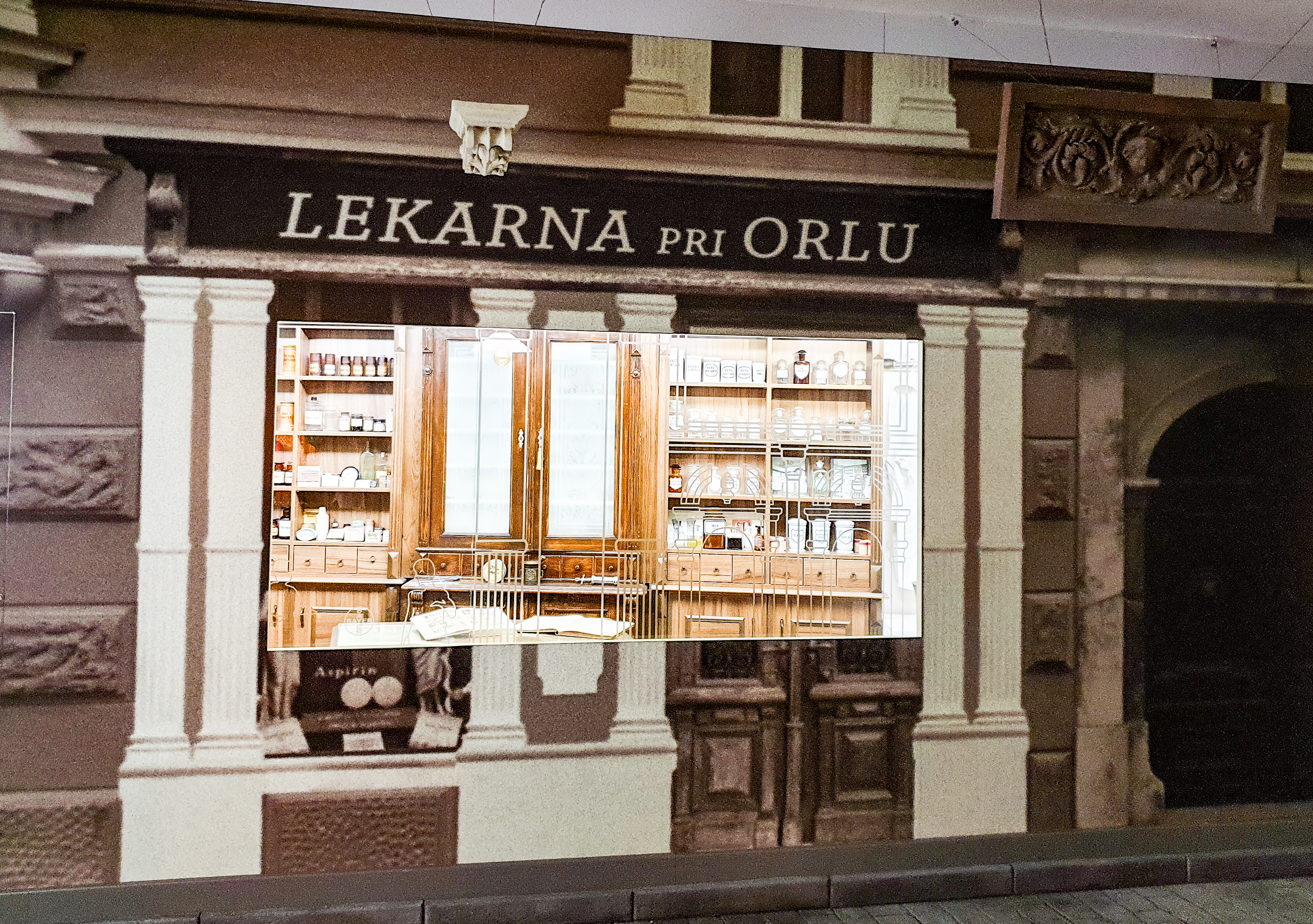
Várostörténeti kiállítás a múzeumban

## Kilátás az Alsóvár lakótornyából

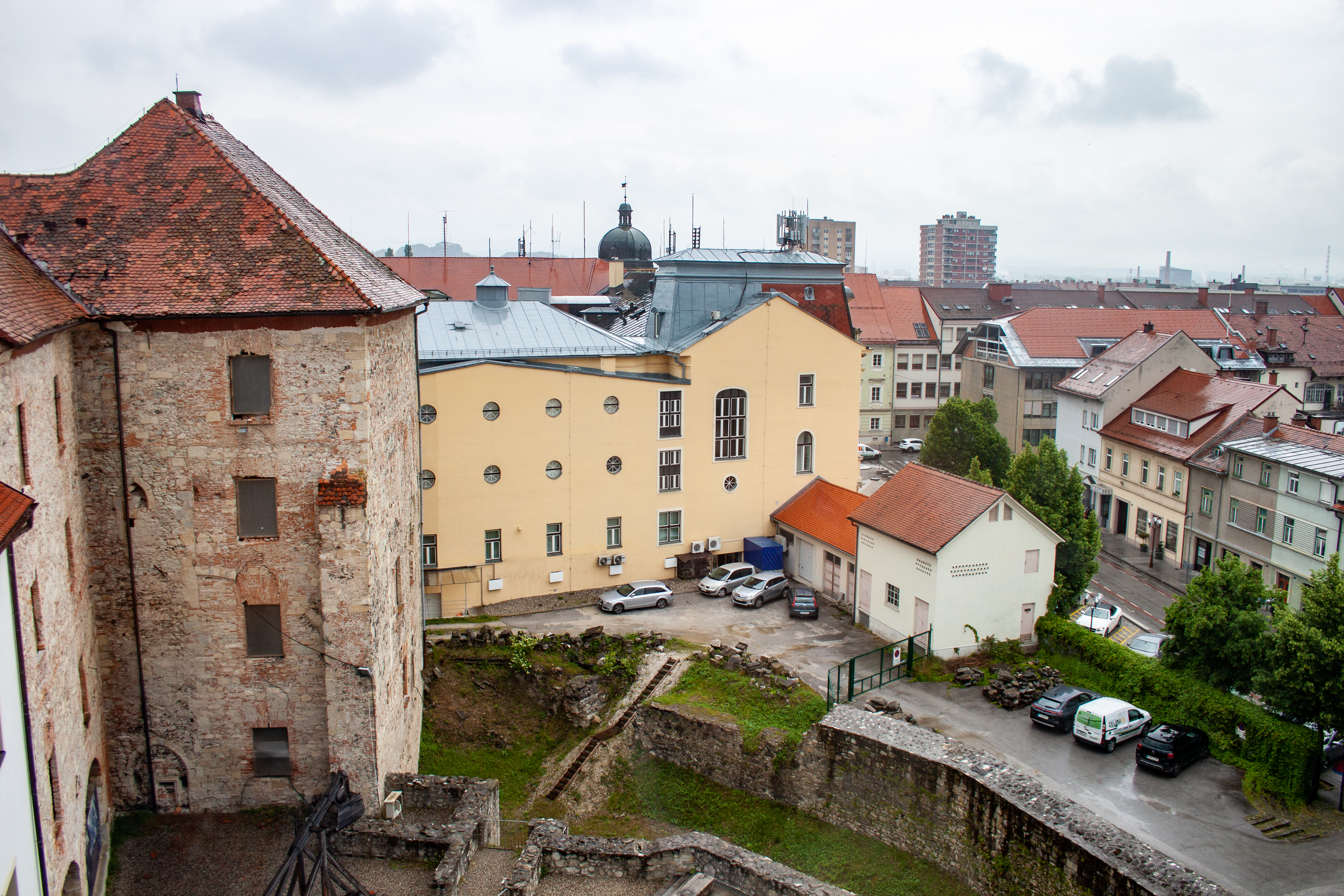
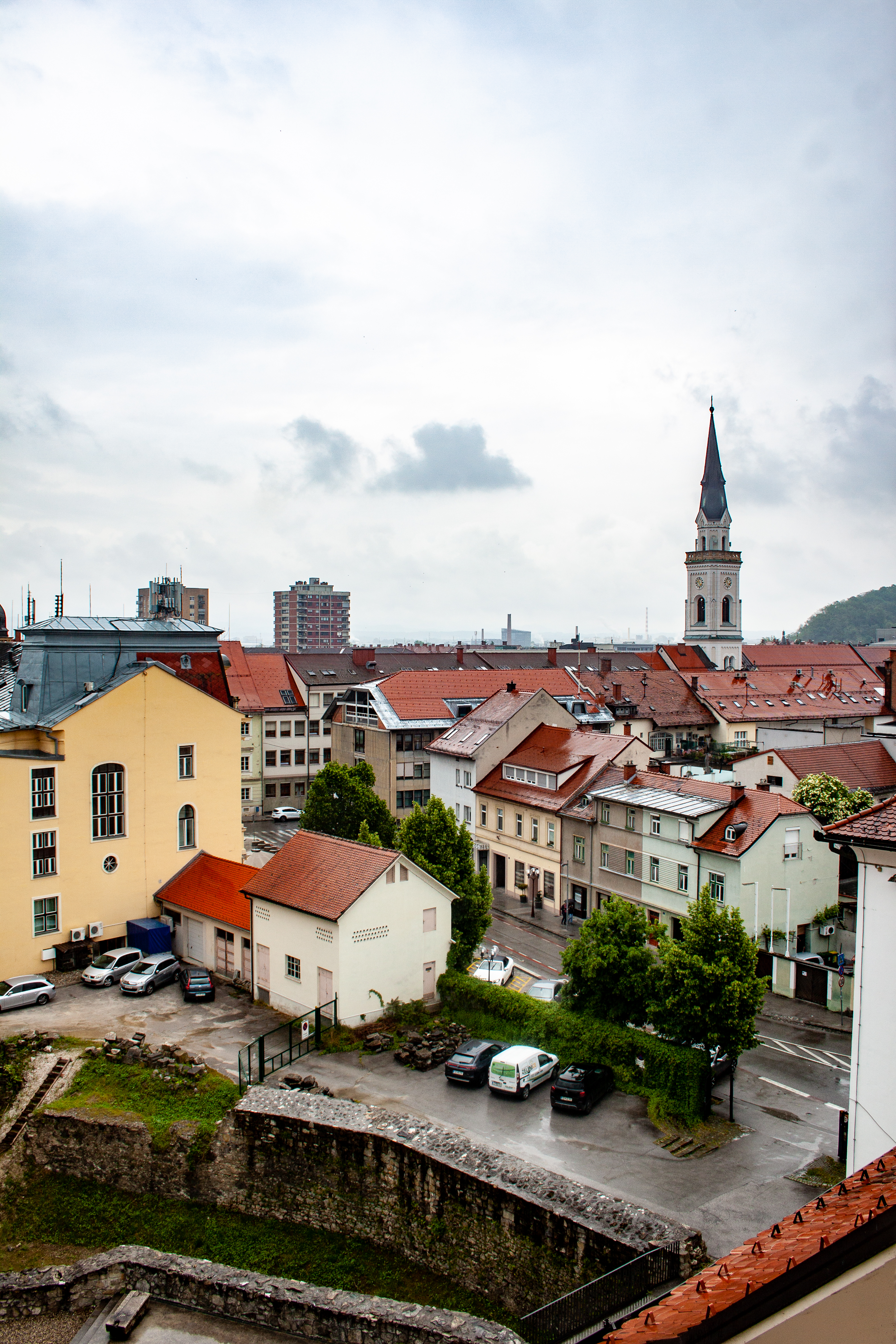
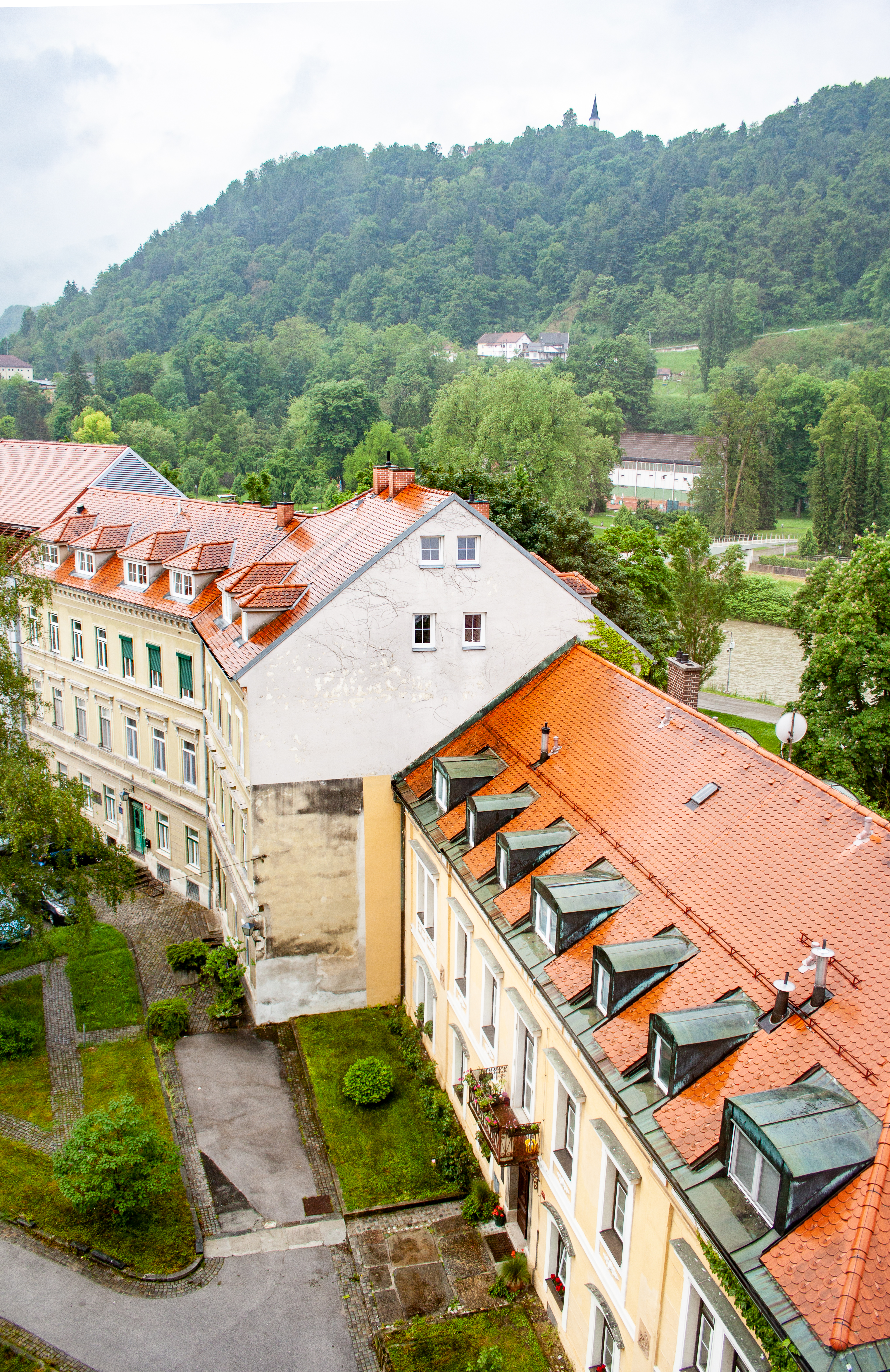

## Forrás
- ↑ Aleš Hotko: Žagar, Gorazd: Celje (knežji dvorec, mestni grad). Gradovi.net. [2016. szeptember 10-i dátummal az eredetiből archiválva]. (Hozzáférés: 2015. október 30.)